# ديار الحترش (حريضة)
'

تعديل مصدري - تعديل

ديار الحترش هي إحدى قرى عزلة حريضة بمديرية حريضة التابعة لمحافظة حضرموت، بلغ تعداد سكانها 46 نسمة حسب تعداد اليمن لعام 2004.